# 楊其廉
杨其廉（？—？），字计六，號越石，河南彰德府涉县人，明末清初官员。

## 生平
崇祯三年（1630年）庚午科舉人，十三年（1640年）庚辰科進士，刑部观政，授长垣县知县，进饥民疏，忤当事，谪扬州照磨，历官至两淮盐运副使，告致后屡徵不出。